# Georgi Hristov
Georgi Hristov (in bulgaro Георги Христов?; Botevgrad, 14 ottobre 1945 – 29 aprile 2016) è stato un cestista bulgaro.

## Carriera
Con la Bulgaria ha disputato i Giochi olimpici di Città del Messico 1968 e cinque edizioni dei Campionati europei (1967, 1969, 1971, 1973, 1975).